# Cinema da Iugoslávia
O Cinema da Iugoslávia se refere à indústria cinematográfica e à produção cinematográfica da antiga República Socialista Federativa da Iugoslávia, que existiu de 1945 até se desintegrar em várias nações independentes no início da década de 1990. A Iugoslávia era um estado multiétnico e socialista, e seu cinema refletia a diversidade de sua população, bem como as mudanças políticas e culturais que ocorreram durante sua existência. 

## Visão geral
A República Socialista Federativa da Iugoslávia tinha uma indústria cinematográfica aclamada internacionalmente. A Iugoslávia inscreveu muitos filmes para o Oscar de Melhor Filme Estrangeiro, seis dos quais foram indicados. As empresas cinematográficas incluíram Jadran Film de Zagreb, República Socialista da Croácia; Avala Film de Belgrado, República Socialista da Sérvia; Sutjeska Film e Studio Film de Sarajevo, República Socialista da Bósnia e Herzegovina; Zeta Film de Budva, República Socialista de Montenegro; Vardar Film e Makedonija Filme de Escópia, República Socialista da Macedônia, Triglav Film de Ljubljana, República Socialista da Eslovénia e outros. 
O movimento dominante no cinema iugoslavo do pós-guerra foi o Realismo Socialista. Que normalmente tratava de temas como a modernidade e a importância da construção da nova república socialista. Este foi um movimento popular na maioria dos países do bloco oriental. À medida que o estado iugoslavo inicial se afastava do bloco soviético e recebia uma porta mais aberta para as sociedades capitalistas ocidentais. O cinema começou a mudar para refletir essa abordagem mais liberal ao socialismo.  O Yugoslav Black wave, iniciada por jovens cineastas na década de 1960, refletiu essa mudança ao adotar elementos do realismo socialista e do cinema americano e italiano.  Criar filmes que criticassem mais abertamente os problemas da liberalização. Esses filmes geralmente abordavam questões maiores de etnia, gênero e classe na sociedade iugoslava e eram frequentemente vistos como pessimistas pelos críticos. 
Atores masculinos proeminentes incluíam Danilo Stojković, Ljuba Tadić, Bekim Fehmiu, Fabijan Šovagović, Mustafa Nadarević, Bata Živojinović, Boris Dvornik, Ljubiša Samardžić, Dragan Nikolić e Rade Šerbedžija, enquanto Milena Dravić, Neda Arnerić, Mira Furlan e Ena Begović foram atrizes notáveis. Diretores de cinema aclamados incluíam: Emir Kusturica, Dušan Makavejev, Goran Marković, Lordan Zafranović, Goran Paskaljević, Živojin Pavlović e Hajrudin Krvavac. Muitos filmes iugoslavos apresentaram atores estrangeiros eminentes, como Orson Welles e Yul Brynner em Bitka na Neretvi, indicado ao Oscar, e Richard Burton em Sutjeska. Além disso, muitos filmes estrangeiros foram filmados em locações na Iugoslávia, incluindo equipes nacionais, como Force 10 from Navarone, estrelado por Harrison Ford, Robert Shaw e Franco Nero, Armour of God, estrelado por Jackie Chan, bem como Escape from Sobibor, estrelado por Alan Arkin, Joanna Pacuła e Rutger Hauer. O Festival de Cinema de Pula foi um festival de cinema notável. 
O filme de guerrilha é um subgênero dos filmes de guerra, feitos na Iugoslávia durante as décadas de 1960, 1970 e 1980. No sentido mais amplo, as principais características dos filmes de guerrilha são que eles se passam na Iugoslávia durante a Segunda Guerra Mundial e têm os partisans como protagonistas principais, enquanto os antagonistas são as forças do Eixo e seus colaboradores. Fora da Iugoslávia, os filmes partisans eram especialmente populares na China. 
O Arquivo de Filmes Iugoslavos foi um membro fundador da Federação Internacional de Arquivos de Filmes e foi a biblioteca nacional de filmes da antiga Iugoslávia, fundada em 1949 em Belgrado. 

## Filmes notáveis
- Bitka na Neretvi
- Sutjeska
- Valter brani Sarajevo
- Sjećaš li se Dolly Bell?
- Ko to tamo peva
- Most
- Lude Godine
- Maratonci trče počasni krug
- Dom za vesanje
- Tko pjeva zlo ne misli
- Otac na službenom putu
- Skupljači perja

Coprodução
- Kelly's Heroes
- Captain America (1990)
- Armour of God
- A Corpse Hangs in the Web
- Le Prix du Danger
- High Road to China
- Transylvania 6-5000
- Genghis Khan (1965)
- The Trial (1962)
- W.R.: Mysteries of the Organism
- The Long Ships
- Taras Bulba
- Escape from Sobibor
- Score
- Old Shatterhand
- Winnetou - 1. Teil
- Winnetou - 2. Teil
- Kapò
- Man and Beast (1963)
- Destination Death